# بطولة باوليستا 1924
بطولة باوليستا 1924 هو الموسم الثالث والعشرون من دوري كرة القدم الأعلى في ساو باولو . تم تنظيم هذه النسخة من قبل APEA (Associação Paulista de Esportes Atléticos) في الفترة من 20 أبريل 1924 إلى 18 يناير 1925.  وكان هداف البطولة هو فيتيسو برصيد 14 هدفًا.